# Malpeque Bay
Malpeque Bay är en vik i Kanada.   Den ligger i provinsen Prince Edward Island, i den östra delen av landet, 900 km öster om huvudstaden Ottawa.
Runt Malpeque Bay är det ganska glesbefolkat, med 27 invånare per kvadratkilometer.